# 近世大名

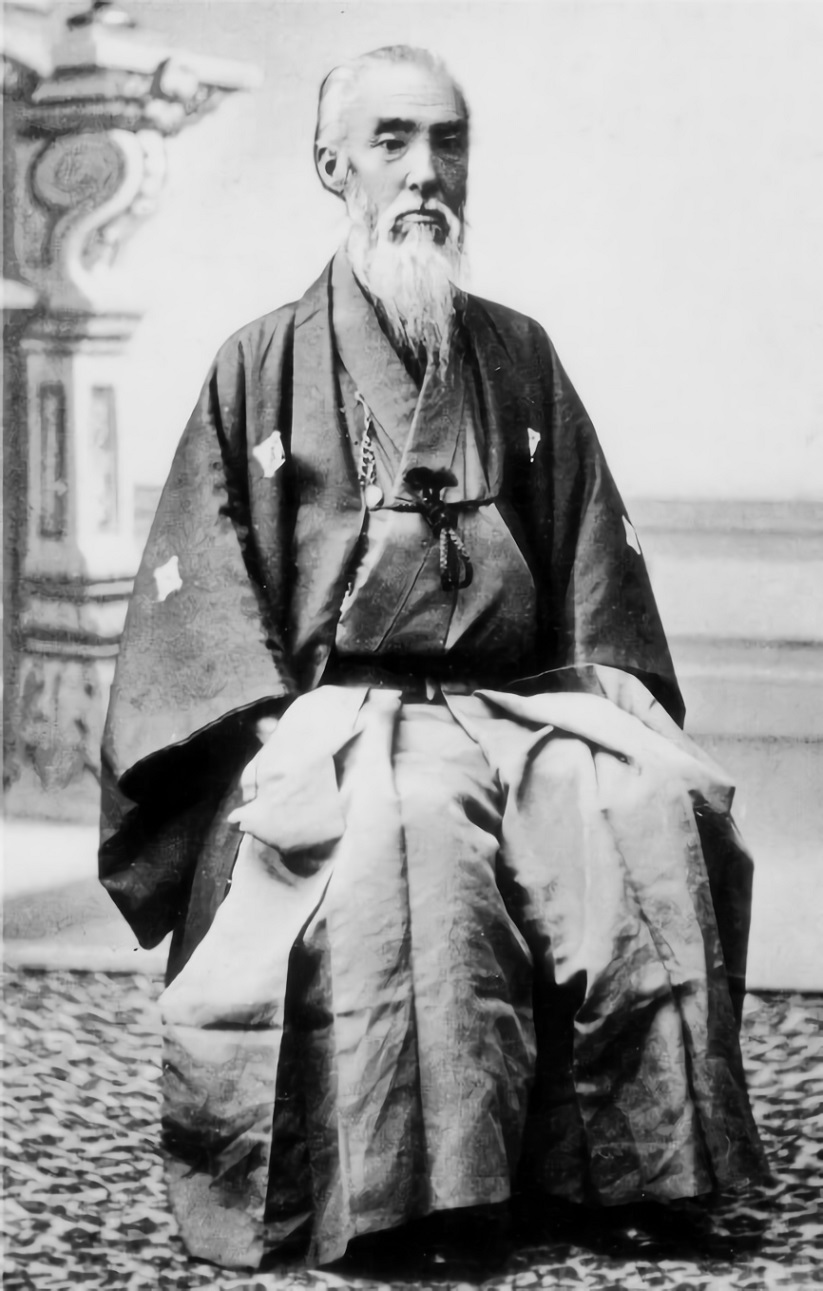
亀井茲監は、石見津和野藩の第11代（最後）の藩主。津和野藩亀井家12代。

近世大名（きんせいだいみょう）は、江戸時代における大名を指す歴史学上の用語である。

## 概要
江戸時代において、主に石高1万石以上の所領を幕府から禄として与えられた藩主を大名と呼ぶ。1万石未満の武士のうち幕府直属の武士を直参という。ただし大名の対義語である小名がその間に存在するため、この定義には曖昧な面がある。江戸時代の大名は、封建領主としての性格に中国史における諸侯と類似した点を有することから、それに準えて大名諸侯とも称された。これを歴史学上の用語として「近世大名」と呼ぶ。
大名は原則1万石以上であるが特殊な事例として、次の例外が挙げられる。
- 蝦夷地の松前藩は、米が生産できない蝦夷地に主たる所領があり、格式として1万石格（後に3万石格）が認められる存在であった。
- 室町幕府足利氏の分家鎌倉公方～古河公方家の末裔である喜連川家の喜連川藩は、5000石（実高）であったが10万石格として扱われた。だが喜連川氏が「天下ノ客位」と自称したように、実際には大名・交代寄合・高家・旗本いずれの定義も満たす要件を備えておらず、幕藩体制内においては特殊な存在であった[1]。
- 江戸時代中期に将軍家の一門として創設された御三卿（田安家・一橋家・清水家）は御三家に準じた格式を有したが、将軍家の身内（いわゆる「部屋住み」）としての扱いを受けており、10万石の賄料（経費）と家臣、屋敷はいずれも幕府から与えられた。そのため、御三卿を大名のうちに数えない解釈も存在する[2]。

10万石台の大名は封土の連綿とした領有がほとんど許されず、通常は城下一円と藩が所在する国の内外に多くの飛び地領を持った。一つの村を他の領主と分割領有することもあり、これを相給（あいぎゅう）、入組（いりくみ）支配といった。
大名は武家諸法度や参勤交代の制度によって、幕府から統制を受けた。その他、御手伝普請と称する課役や江戸時代末期には海岸防備を命ぜられることもあり、大名は常に経済的にも苦しかった。

## 分類
近世大名は、家格・官位・石高・役職・伺候席によって序列が決められた。
まず徳川将軍家との関係によって、一族の家門大名（親藩、親藩大名）、主に関ヶ原の戦い以前に徳川家の臣下だった譜代大名、関ヶ原の戦い前後から臣下となった外様大名に分類される。初代将軍徳川家康は、将軍家が断絶した場合の血脈の維持や、全国の大名統制への監視、および幕府への補佐への意味も込めて、将軍家同様に徳川姓を名乗ることが許された御三家を設置し、9男の義直を尾張藩、10男の頼宣を紀州藩、11男の頼房を水戸藩に封じた。さらに2代将軍徳川秀忠の兄で家康の2男である結城秀康を越前藩に封じたのをはじめ、全国に徳川一門の大名を置いた。
関ヶ原の戦い以前から代々徳川家に仕え、江戸幕府の草創期を築いた譜代の家臣を「譜代大名」とし、幕府の軍事力を確保するとともに老中を中心とした重要な役職につけ、幕政を輔弼させた。譜代大名は比較的石高は低く、譜代筆頭の井伊氏（彦根藩）が突出した35万石の大封を得ている他は、鳥居氏・榊原氏・本多氏・小笠原氏などが比較的大封を得たが、江戸時代通して10万石以上を保った譜代大名は酒井氏・阿部氏・堀田氏・柳沢氏・戸田氏などわずかである。
外様大名は関ヶ原の戦い以後に徳川家へ従属した大名であり、関ヶ原では徳川家に対峙した家も多い。それだけに幕府の警戒は強く、隠密による諜報活動を積極的に行い、不正や謀叛の恐れがある場合は、改易など厳しい処罰を下した。代表的な外様大名としては、加賀百万石として有名な前田氏（加賀藩）、島津氏（薩摩藩）、伊達氏（仙台藩）、黒田氏（福岡藩）、藤堂氏（津藩）、浅野氏（広島藩）、毛利氏（長州藩）、上杉氏（米沢藩）、鍋島氏（佐賀藩）、細川氏（熊本藩）、池田氏（岡山藩と鳥取藩）、蜂須賀氏（徳島藩）、土佐山内氏（土佐藩）、佐竹氏（久保田藩）といった国持大名が多い。
譜代大名より外様大名のほうが石高が高い例が見られるのは、譜代大名は元は豊臣政権下のいち大名に過ぎなかった徳川家康のさらに家臣という立場だったのに対し、外様大名は元は豊臣政権下において家康と肩を並べる大名家だったからである。しかしながら石高の少ない外様大名も珍しくなく、彼らの中には徳川家や譜代大名家から養子や奥方を迎えるなどして縁戚関係を築き、願い譜代として幕政にも参画する例が見られた。一方で大きな石高を持つ外様大名は幕政からは締め出された。
また、大名の格式として領地が1国以上またはそれに準ずる石高である者を国主、城を持つ者を城主（城主格）、城を持たない者を無城と言って区別した。大名が江戸城に参勤した際に詰める部屋も、格式に応じて分けられた。